# 大王杜鹃
大王杜鹃（学名：Rhododendron rex ssp. rex）为杜鹃花科杜鹃花属下的一个亚种。

## 扩展阅读
- 維基物種上的相關：大王杜鹃